# Virola venosa
Virola venosa là một loài thân gỗ thuộc họ Myristicaceae. Loài này có ở Colombia, Venezuela và Brasil (ở Amapá, Amazonas, Pará và Rondônia). Cây có chiều cao khoảng 5–30 m.
Quả có dạng khối elip hoặc gần như khối cầu, dài 19–22 mm và đường kính 16-18mm.

## Giống
- Virola venosa var. pavonis (A.DC.) Warb.